# Caixa Rural Provincial de Girona
La Caixa Rural Provincial de Girona, creada l'any 1966, fou una entitat financera impulsada per Joan Llosa Cardoner i amb seu central al carrer Miquel Blay de Girona. Va arribar a tenir oficines repartides en diferents punts de la província. Estava especialitzada en el sector agrícola. A mitjans dels anys 80, arran de la crisi del sector bancari, el Banc d'Espanya va ordenar que l'entitat havia de ser absorbida per una altra entitat més gran. En aquell moment el president era Ramon Rovira, també alcalde de Vilobí d'Onyar. Es va intentar amb diverses entitats catalanes, però ni Caixa de Catalunya ni Caixa Girona van mostrar-hi cap interès. Es va arribar a un acord amb Caixa Penedès, però aquest fou desautoritzat pel Banc d'Espanya. Finalment va ser Caja Madrid qui es va quedar l'entitat.